# Русское чайное печенье
Русское чайное печенье (англ. Russian tea cake) — популярное блюдо американской кухни.

## История

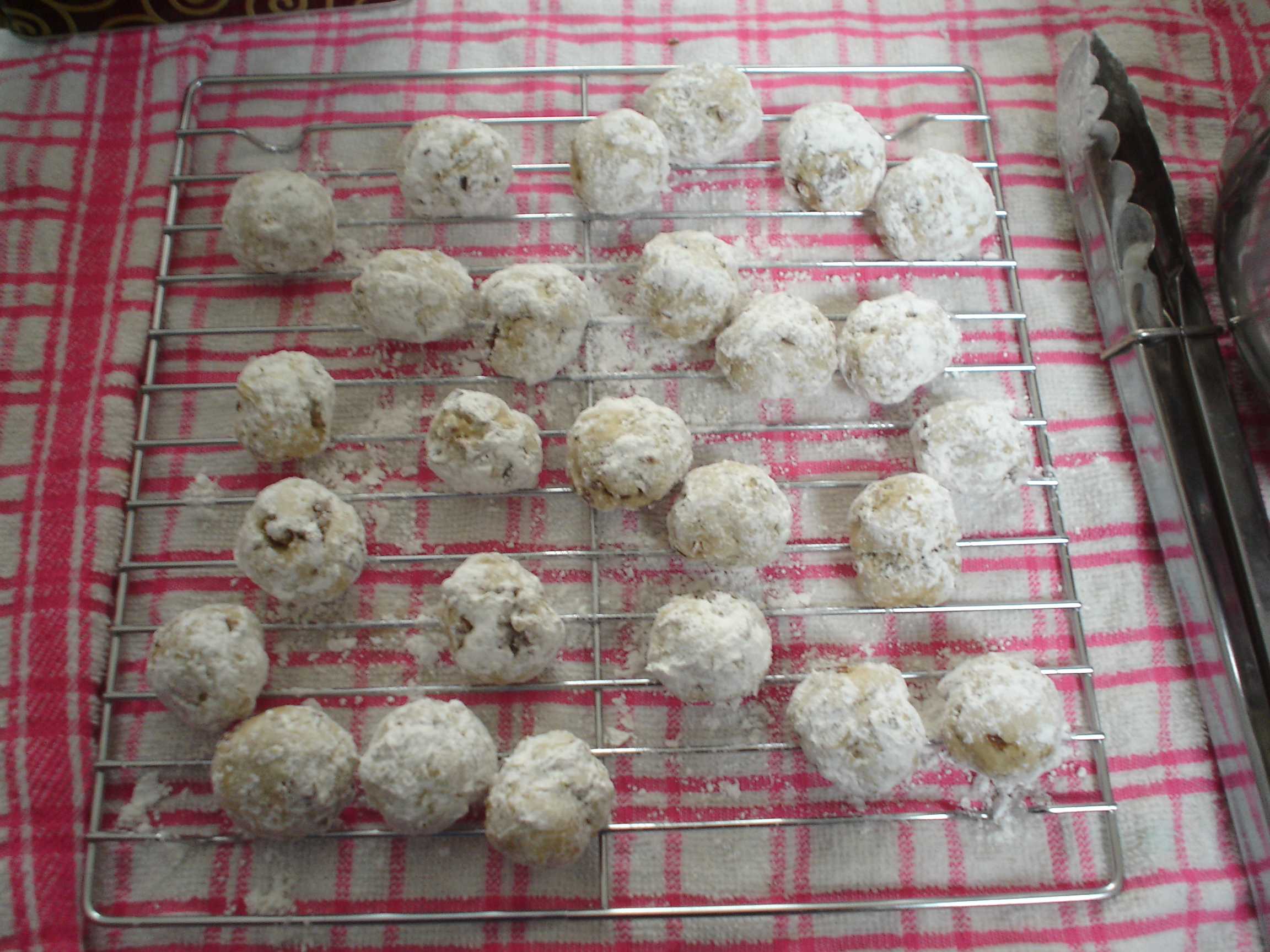
Печенье, испечённое и обсыпанное пудрой

Причина, по которой это печенье называется  «русским чайным печеньем», как и какая-либо связь его с русской кухней — точно неизвестны. По словам специалиста по истории русской кухни Дорры Гольдштейн, профессора Уильямс Колледжа (en:Williams College), штат Массачусетс, в традиционной русской кухне нет прямого аналога этого печенья. Близким аналогом чайного печенья являются испанские и латиноамериканские польвороны, поэтому иногда предполагается, что печенье проникло в США из Мексики. К двадцатому веку этот тип печенья стал частью свадебных и рождественских застолий в США.

## Описание
Рецепт русского чайного печенья достаточно прост. Его готовят из муки, воды, сливочного масла и орехов (крупно измельчённого миндаля, фундука, или грецких орехов, иногда используются также орехи пекан). После выпекания горячее печенье обваливают в сахарной пудре, а затем второй раз — после того, как печенье остынет. В Нью-Мексико и Техасе в печенье добавляют также анис.

## Другие названия
Это печенье также известны в США под названиями «мексиканское свадебное печенье» (Mexican wedding cakes (or cookies)), «итальянское свадебное печенье» (Italian wedding cookies), «печенье-снежки» (snowball cookies) и «масляные шарики» (butterballs).

## Рецепт
- Russian Tea Cakes (рецепт на английском)
- Видеорецепт на английском